# Vanpool
Vanpool, Inc. est un studio japonais de développement de jeux vidéo fondé en 1999. Ses employés comprennent Taro Kudou et Kazuyuki Kurashima, tous deux ont travaillé au sein du studio indépendant Love-de-Lic.
Vanpool annonce sa fermeture en 2023.

## Jeux développés
- Endonesia (2001 - PlayStation 2)
- Coloball 2002 (2002 - PlayStation 2)
- Mario and Luigi: Superstar Saga (2003 - Game Boy Advance)[3] (minis-jeux)
- I am a Fish (2007 - téléphone mobile)
- Let's Yoga (2007 - Nintendo DS)
- Let's Pilates (2007 - Nintendo DS)
- Freshly-Picked Tingle's Rosy Rupeeland (2006 - Nintendo DS)
- Enchanted Folk and the School of Wizardry (2008 - Nintendo DS) (musiques)
- 3°C (2009 - Wii (WiiWare)) (sons musicaux)
- Dekisugi Tingle Pack (2009 - Nintendo DS (DSiWare)|)
- Irozuki Tingle no Koi no Balloon Trip (2009 - Nintendo DS)
- Little King's Story (2009 - Wii) (musique et sons))
- Wii Play: Motion (2011 - Wii) (mini-jeu Wind Runner)
- Dillon's Rolling Western (2012 - Nintendo 3DS)
- Paper Mario: Sticker Star (2012 - Nintendo 3DS) (codéveloppement avec Intelligent Systems)
- Dillon's Rolling Western: The Last Ranger (2013 - Nintendo 3DS)
- Chibi-Robo! Zip Lash (2015 - Nintendo 3DS) (codéveloppement avec Skip  Ltd.)
- Paper Mario: Color Splash (2016 - Nintendo Wii U) (codéveloppement -élaboration de l'histoire- avec Intelligent Systems) (participation non confirmée par le studio)
- Dillon's Dead-Heat Breakers (2018 - Nintendo 3DS)
- Super Kirby Clash (2019 - Nintendo Switch) (codéveloppement avec Hal Laboratory)
- Kirby Fighters 2 (2020 - Nintendo Switch) (codéveloppement avec Hal Laboratory)